# فهرست کشورها بر پایه درآمد
دستمزد متوسط یک اندازه‌گیری برای رفاه مالی ساکنان یک کشور است. متوسط دستمزد گاهی با توجه به هزینه‌های زندگی (برابری قدرت خرید) محاسبه می‌شود.
در مرداد سال ۱۳۹۶، متوسط درآمد خانوارها در ایران، کمتر از ۴۰ میلیون تومان در سال بوده‌است.
آنچه در ادامه برای کشورهای مختلف ذکر شده‌است، درآمد سالانهٔ یک شخص برای کار تمام وقت است.

## آمارسازمان همکاری و توسعه اقتصادی
- این مجموعه داده شامل داده‌های درآمد کار تمام وقت برای یک سال تمام را مورد ارزیابی قرار می‌دهد

| کشور                | متوسط درآمد سالانه (۲۰۲۳، دلار آمریکا، PPP) |
| ------------------- | ------------------------------------------- |
| لوکزامبورگ          | ۸۹٬۷۶۷                                      |
| ایالات متحده آمریکا | ۸۰٬۱۱۵                                      |
| سوئیس               | ۸۳٬۳۳۲                                      |
| بلژیک               | ۷۳٬۲۰۶                                      |
| نروژ                | ۷۱٬۹۷۲                                      |
| اتریش               | ۷۱٬۱۶۷                                      |
| هلند                | ۷۰٬۱۸۵                                      |
| دانمارک             | ۶۹٬۵۲۵                                      |
| استرالیا            | ۶۷٬۱۰۱                                      |
| کانادا              | ۶۶٬۲۱۱                                      |
| آلمان               | ۶۵٬۷۱۹                                      |
| فرانسه              | ۵۹٬۰۸۷                                      |
| سوئد                | ۵۷٬۹۹۶                                      |
| فنلاند              | ۵۷٬۸۶۰                                      |
| بریتانیا            | ۵۷٬۶۱۷                                      |
| جمهوری ایرلند       | ۵۶٬۸۰۹                                      |
| اسلوونی             | ۵۵٬۶۶۰                                      |
| اسپانیا             | ۵۱٬۳۳۶                                      |
| اسرائیل             | ۵۰٬۹۶۴                                      |
| کره جنوبی           | ۴۹٬۰۶۲                                      |
| ایتالیا             | ۴۸٬۸۷۴                                      |
| ژاپن                | ۴۶٬۷۹۲                                      |
| لهستان              | ۴۱٬۰۵۰                                      |
| پرتغال              | ۳۷٬۵۰۰                                      |
| استونی              | ۳۷٬۴۰۴                                      |
| جمهوری چک           | ۳۷٬۳۶۶                                      |
| اسلواکی             | ۳۱٬۷۳۳                                      |
| مجارستان            | ۳۱٬۷۰۹                                      |
| یونان               | ۳۰٬۲۳۸                                      |
| الگو:Mexico         | ۲۰٬۴۷۴                                      |

منبع: داده‌های سازمان همکاری و توسعه اقتصادی (OECD)، آمار متوسط درآمد سالانه برای سال ۲۰۲۳ (بر اساس دلار آمریکا و قدرت خرید برابر PPP). توجه داشته باشید که این آمار بر اساس تخمین‌ها و روش‌شناسی خاص OECD جمع‌آوری شده‌اند و ممکن است با آمارهای ملی یا سایر منابع تفاوت داشته باشند. برای جزئیات بیشتر و دسترسی به داده‌های اصلی به وب‌سایت رسمی OECD مراجعه کنید.

## آمار کمیسیون اقتصادی سازمان ملل متحد برای اروپا
| کشور                | متوسط درآمد ماهانه (۲۰۲۳، دلار آمریکا، نرخ جاری) |
| ------------------- | ------------------------------------------------ |
| سوئیس               | ۸٬۷۶۵                                            |
| لوکزامبورگ          | ۷٬۲۹۲                                            |
| نروژ                | ۵٬۴۳۷                                            |
| دانمارک             | ۶٬۰۲۳                                            |
| ایالات متحده آمریکا | ۶٬۶۷۶                                            |
| جمهوری ایرلند       | ۴٬۸۶۵                                            |
| هلند                | ۵٬۰۰۵                                            |
| کانادا              | ۵٬۰۰۴                                            |
| بلژیک               | ۵٬۱۰۸                                            |
| سوئد                | ۳٬۹۸۲                                            |
| فنلاند              | ۴٬۳۵۰                                            |
| اتریش               | ۴٬۷۹۸                                            |
| آلمان               | ۴٬۳۵۳                                            |
| بریتانیا            | ۴٬۴۶۲                                            |
| فرانسه              | ۳٬۹۲۹                                            |
| ایتالیا             | ۲٬۹۲۴                                            |
| اسپانیا             | ۲٬۸۷۹                                            |
| اسلوونی             | ۳٬۰۵۸                                            |
| یونان               | ۱٬۵۹۴                                            |
| پرتغال              | ۱٬۹۸۳                                            |
| اسلواکی             | ۱٬۷۰۶                                            |
| مجارستان            | ۱٬۴۵۲                                            |
| جمهوری چک           | ۲٬۰۱۳                                            |
| لهستان              | ۱٬۶۳۶                                            |
| رومانی              | ۱٬۶۱۰                                            |
| لیتوانی             | ۲٬۱۷۳                                            |
| بوسنی و هرزگوین     | ۱٬۰۷۷                                            |
| بلغارستان           | ۱٬۱۱۳                                            |
| بلاروس              | ۶۳۷                                              |
| ارمنستان            | ۶۸۸                                              |
| آلبانی              | ۷۰۱                                              |
| مولدووا             | ۶۷۲                                              |

منبع: داده‌های کمیسیون اقتصادی سازمان ملل متحد برای اروپا (UNECE)، آمار متوسط درآمد ماهانه ناخالص برای سال ۲۰۲۳ (بر اساس دلار آمریکا با نرخ‌های تبدیل جاری). توجه داشته باشید که این آمار بر اساس روش‌شناسی UNECE جمع‌آوری شده و ممکن است با آمارهای ملی یا سایر منابع تفاوت داشته باشند. برای دسترسی به جدیدترین داده‌ها و جزئیات بیشتر به پایگاه داده‌های آماری UNECE مراجعه کنید.